# Heminothrus microclava
Heminothrus microclava är en kvalsterart som beskrevs av Hammer 1966. Heminothrus microclava ingår i släktet Heminothrus och familjen Camisiidae. Inga underarter finns listade i Catalogue of Life.